# フェラーリ・F310B
フェラーリF310B (Ferrari F310B) は、スクーデリア・フェラーリが1997年のF1世界選手権参戦用に開発したフォーミュラ1カー。ジョン・バーナードがフェラーリで最後に設計したマシンで、この年加入したロス・ブラウンとロリー・バーンによって改良が加えられた。1997年の開幕戦から最終戦まで実戦投入された。フェラーリとしてのコードナンバーは648B。

## F310B
1996年シーズンに用いられたF310の改良型のような型式名ではあるが、ほとんど一から新設計されたマシンである。フロントノーズは完全なハイノーズとして設計され、断面積もスクエアな形状とされた。サイドプロテクターのサイズが縮小され、サイドポンツーンがベネトン・B195のように極端に後退したぶん、フロントタイヤ周りの空力を有効に活用しようとしたデザインとなっている。ステアリング・ホイールには各種の電子制御スイッチが装備された。
バーナードは「フェラーリに保守的なデザインを強要され、独創的なアイデアは失われた」と不満をあらわにしていたうえに、シーズンが始まるとブラウンとバーンによる改良が繰り返されるようになり、結局バーナードはフェラーリを離脱、アロウズへ移籍した。
第11戦ハンガリーGPより燃料タンクを拡大した軽量モノコックに更新された結果、シーズン後半には序盤とはほぼ別物のマシンとなった。また、第16戦日本GPでは、ダウンフォースによって下方にたわむフレキシブル・フロントウィングが投入された。
カラーリングはフェラーリ伝統の赤だったが、スポンサーであるマールボロを意識した従来より明るい赤になった。イギリス人F1ジャーナリストのナイジェル・ルーバックは「赤というよりオレンジ」と酷評していた。

## 1997年シーズン
この年、エースドライバーのミハエル・シューマッハはウィリアムズのジャック・ヴィルヌーヴと激しいドライバーズタイトル争いを演じた。第16戦日本GPではエディ・アーバインの好サポートでシーズン5勝目を挙げ、ヴィルヌーヴの失格劇もあって1ポイントリードして最終戦を迎えた。
最終戦ヨーロッパGPではシューマッハとヴィルヌーヴの一騎討ちとなったが、47周目に両者が接触し、シューマッハはリタイア。シューマッハに「未必の故意」があったと断じられ、「ドライバーズランキングからの除外」という厳罰を下された。
しかし、フェラーリが久しぶりにタイトル争いに絡む力を持つに至ったことを証明したマシンでもある。

## スペック

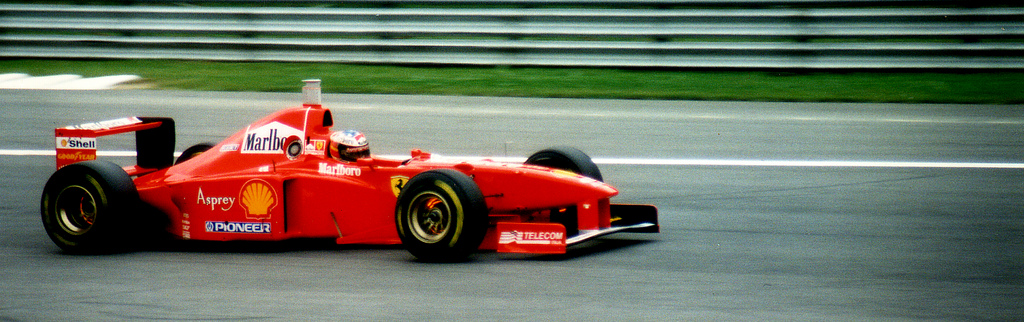
イタリアGPでF310Bをドライブするミハエル・シューマッハ。

### シャーシ
- シャーシ名 F310B (648B)
- 全長 4,358 mm
- 全幅 1,995 mm
- 全高 968 mm
- ホイールベース 2,935 mm
- 前トレッド 1,690 mm
- 後トレッド 1,605 mm
- クラッチ AP
- ブレーキキャリパー ブレンボ
- ブレーキディスク・パッド ブレンボ
- ホイール BBS
- タイヤ グッドイヤー
- ギアボックス 7速＋リバース1速セミオートマチック/チタン製ケーシング
- 重量 605kg

### エンジン
- エンジン名 Tipo046/1B,046/2
- 気筒数・角度 V型10気筒・75度
- 排気量 2,998.1cc
- 最大馬力 740馬力(予選時770馬力)
- スパークプラグ NGK
- 燃料・潤滑油 シェル
- イグニッションシステム マニエッティ・マレリ
- インジェクションシステム マニエッティ・マレリ

## 記録
| 年   | No. | ドライバー             | 1   | 2   | 3   | 4   | 5   | 6   | 7   | 8   | 9   | 10  | 11  | 12  | 13  | 14  | 15  | 16  | 17  | ポイント | ランキング |
| 年   | No. | ドライバー             | AUS | BRA | ARG | SMR | MON | ESP | CAN | FRA | GBR | GER | HUN | BEL | ITA | AUT | LUX | JPN | EUR | ポイント | ランキング |
| ---- | --- | ---------------------- | --- | --- | --- | --- | --- | --- | --- | --- | --- | --- | --- | --- | --- | --- | --- | --- | --- | -------- | ---------- |
| 1997 | 5   | ミハエル・シューマッハ | 2   | 5   | Ret | 2   | 1   | 4   | 1   | 1   | Ret | 2   | 4   | 1   | 6   | 6   | Ret | 1   | Ret | 102      | 2位        |
| 1997 | 6   | エディ・アーバイン     | Ret | 16  | 2   | 3   | 3   | 12  | Ret | 3   | Ret | Ret | 9   | 10  | 8   | Ret | Ret | 3   | 5   | 102      | 2位        |

- 太字はポールポジション、斜字はファステストラップ。(key)

## 関連玩具
タミヤからF310BのフランスGP仕様が1/20のプラモデルで発売されている。
また、1/10RCシリーズとしてF103シャーシを搭載したマシンが発売された。こちらは現在は絶版となっている。